# Нечаєв Михайло Васильович
Михайло Васильович Нечаєв (1909 — ?) — український радянський діяч, секретар Чернівецького обкому КП(б)У.

## Життєпис
Член ВКП(б).
З березня 1945 року — завідувач сектору Управління кадрів ЦК КП(б)У.
На 1946 — березень 1948 року — заступник секретаря Чернівецького обласного комітету КП(б)У по будівництву і будівельним матеріалам — завідувач відділу будівництва і будівельних матеріалів Чернівецького обласного комітету КП(б)У.
У березні 1948 — вересні 1952 року — секретар Чернівецького обласного комітету КП(б)У із кадрів.
У вересні 1952 — квітні 1953 року — заступник завідувача відділу партійних, профспілкових і комсомольських органів ЦК КПУ.
З квітня 1953 року — завідувач промислово-транспортного відділу Запорізького обласного комітету КПУ.
Подальша доля невідома.

## Нагороди
- орден «Знак Пошани» (23.01.1948)
- ордени
- медалі